# April Fool's Day
April Fool's Day (bra: A Noite das Brincadeiras Mortais; prt: April Fool's Day) é um filme de terror de 1986, com leve teor de comédia, lançado pela Paramount Pictures e dirigido por Fred Walton, inspirado em Sexta-Feira 13.
Foi filmado na Colúmbia Britânica, Canadá. Uma refilmagem de mesmo nome foi lançada diretamente em vídeo em 2008.

## Sinopse
Três garotas que estão ingressando numa fraternidade participam de um Baile de 1.º de Abril num casarão abandonado fechado desde que, 22 anos antes, um garoto morreu numa brincadeira que deu errado no mesmo baile. Mas não demora para um misterioso assassino, vestido com roupa de mergulhador, começar a matar violentamente os convidados.

## Elenco
- Jay Baker...Harvey Edison, Jr.
- Pat Barlow...Clara
- Lloyd Berry...Cal
- Deborah Foreman...Muffy/Buffy St. John
- Deborah Goodrich...Nikki Brashares
- Tom Heaton ...comissário Sam Potter/Uncle Frank
- Mike Nomad...Buck Williams
- Ken Olandt...Rob Ferris
- Griffin O'Neal...Skip St. John
- Leah Pinsent...Nan Youngblood
- Clayton Rohner...Chaz Vyshinski
- Amy Steel...Kit Graham
- Thomas F. Wilson...Arch Cummings